# Goldmine (Magazin)
Goldmine wurde 1975 gegründet und ist ein US-amerikanisches Musikmagazin, das hauptsächlich für Sammler von Schallplatten und CDs aus aller Welt ausgelegt ist. Der Herausgeber F+W Publications, Inc. bringt von der Zeitschrift 26 Ausgaben im Jahr auf den Markt.

## Inhalt
Die Ausgaben enthalten Interviews, Essays, rare Fotos, Biografien und Diskografien, Memorabile und Rezensionen aus dem Bereich Rock, Blues, Country, Folk, Jazz und Klassik. Zusätzlich liefern sie Informationen über Sammlermessen, -Börsen und -Märkte. Die Zeitschrift veröffentlicht regelmäßig Price Guides für ältere Tonträger, an denen sich Sammler orientieren können.

## Bewertungsskala
Das Goldmine Magazin hat ein international gültiges System entwickelt, um den Zustand gebrauchter Tonträger zu bewerten:
- SS  (Still Sealed)

Original verschweißt
- M  (Mint)

Neu. Keine Beschädigungen, weder auf der Hülle noch auf dem Medium – vermutlich nie gespielt.
- NM  (Near Mint)

Wie neu, keine Beschädigungen, weder auf der Hülle noch auf dem Medium
- EX  (Excellent)

Wenig Gebrauchsspuren, geringfügige Verschlechterung der Tonqualität. Das Cover ist geringfügig abgenutzt
- VG  (Very Good)

Kleine Kratzer bzw. leichtes Rauschen können vorkommen. Das Cover kann Einrisse haben, ist aber noch brauchbar.
- G  (Good)

Die Platte hat an Qualität verloren. Hat starke Kratzer. Das Cover zeigt Beschädigungen.
- F  (Fair)

Die Tonträger sind akustisch völlig ohne Wert, da sie praktisch nicht mehr abspielbar sind. Das Cover ist zerrissen oder unvollständig erhalten. Nur bei seltenen Stücken lohnt hier ein Kauf zur Vervollständigung der Sammlung.